# RKS Radomsko
RKS Radomsko (Radomszczański Klub Sportowy) – polski klub piłkarski z Radomska występujący obecnie w IV lidze, gr. łódzkiej. Powstały 25 sierpnia 1979 roku w wyniku połączenia się RKS-u Czarnych Radomsko oraz Stali Radomsko.
Dwukrotny półfinalista Pucharu Polski w sezonach 1999/2000 i 2002/2003 oraz półfinalista Pucharu Ligi w sezonie 2001/2002.
Drużyna w sezonie 2001/2002 występowała w najwyższej klasie rozgrywkowej (wtedy I liga) zajmując ostatecznie 14. miejsce. Klub po przegranym dwumeczu w barażach ze Szczakowianką Jaworzno został zdegradowany do II ligi. Z meczem tym wiąże się głośna afera tzw. Sprawa Rašicia.
W sezonie 2024/2025 w oficjalnych rozgrywkach występuje druga drużyna klubu – RKS II Radomsko. Bierze udział w rozgrywkach klasy A, gr. łódzkiej IV.

## Historia
Radomszczański Klub Sportowy „Radomsko” opiera swą działalność na bogatej i długoletniej tradycji Międzyzakładowego Robotniczego Klubu Sportowego „Czarni” i Międzyzakładowego Robotniczego Klubu Sportowego „Stal”, których wysiłki przyczyniły się do rozwoju radomszczańskiego sportu i kultury fizycznej. RKS był spadkobiercą dorobku obu tych klubów.
Klub, mimo krótkiej historii i niewielkiej listy sukcesów może się pochwalić obecnością swojego zawodnika na Mistrzostwach Świata. W kadrze reprezentacji Polski na mundial w Korei i Japonii w 2002 roku znalazł się reprezentujący wówczas barwy RKS-u bramkarz Adam Matysek. Był on jednak jedynym zawodnikiem 23-osobowej kadry który na azjatyckich boiskach nie zagrał ani jednego meczu.
Po wycofaniu z IV ligi okręgu łódzkiego powstał klub RKS 1979 Radomsko, występujący w niższych ligach regionalnych. W sezonie 2009/2010 rozgrywki w klasie okręgowej rozpoczął klub Mechanik Radomsko, który miał być kontynuatorem tradycji wycofanego w 2007 klubu RKS Radomsko. W ciągu kolejnych trzech lat udało się wywalczyć awans do IV ligi łódzkiej, zaś w sezonie 2012/2013 jako beniaminek klub uzyskał promocję do III ligi łódzko–mazowieckiej, z której został relegowany w sezonie kolejnym. W dniu 22 lipca 2015 roku zarząd podjął decyzję o dołączeniu członu RKS (Radomszczański Kolektyw Sportowy) do nazwy klubu. W lipcu 2017 roku na walnym zebraniu zarządu zdecydowano o odłączeniu klubu od technikum mechanicznego, usunięciu członu UKS Mechanik oraz o zmianie siedziby oraz wyborze nowego zarządu. Gruntowną przebudowę przeszła kadra zespołu oraz sztab szkoleniowy. Trenerem został Edward Cecot. Po Edwardzie Cecocie zespół prowadził Andrzej Orszulak następnie Tomasz Zadworny, Rafał Ozga, ponownie Andrzej Orszulak, Waldemar Tęsiorowski, a obecnie Dominik Bednarczyk. Pełna nazwa klubu to Radomszczański Kolektyw Sportowy – w skrócie RKS Radomsko.
15 czerwca 2021 roku RKS Radomsko sięgnął po Puchar Polski województwa łódzkiego. W finale tych rozgrywek zespół zmierzył się z rezerwami Widzewa Łódź. Po regulaminowym czasie gry i dogrywce na tablicy wyników widniał rezultat 2:2, dlatego zwycięzcę wyłoniły rzuty karne.

## Sukcesy
- Ekstraklasa: 1 sezon (2001/02) – 14. miejsce (spadek).
- II liga: 9 sezonów (1995/96–2000/01 i 2002/03–2004/05)
- Półfinał Pucharu Polski (2x) – 1999/2000, 2002/03.
- Półfinał Pucharu Ligi Polskiej – 2001/02.

## Występy ligowe
| Sezon   | Liga                                | Pozycja | Punkty | Bramki | Uwagi              |
| ------- | ----------------------------------- | ------- | ------ | ------ | ------------------ |
| 1993/94 | III liga (grupa łódzka)             | 7       | 34     | 44:39  |                    |
| 1994/95 | III liga (grupa łódzka)             | 1       | 54     | 98:23  | awans              |
| 1995/96 | II liga (grupa wschodnia)           | 9       | 46     | 49:51  |                    |
| 1996/97 | II liga (grupa wschodnia)           | 10      | 47     | 37:46  |                    |
| 1997/98 | II liga (grupa wschodnia)           | 12      | 45     | 31:36  |                    |
| 1998/99 | II liga (grupa wschodnia)           | 5       | 47     | 49:33  |                    |
| 1999/00 | II liga                             | 6       | 69     | 70:50  |                    |
| 2000/01 | II liga                             | 1       | 79     | 63:34  | awans              |
| 2001/02 | I liga (grupa B)                    | 6       | 16     | 10:16  |                    |
| 2001/02 | I liga (grupa spadkowa)             | 6       | 23     | 13:18  | spadek po barażach |
| 2002/03 | II liga                             | 8       | 46     | 34:33  |                    |
| 2003/04 | II liga                             | 6       | 52     | 41:24  |                    |
| 2004/05 | II liga                             | 18      | 11     | 28:86  | spadek             |
| 2005/06 | III liga (grupa I)                  | -       | 0      | 0:0    | [ 3 ]              |
| 2006/07 | IV liga (grupa łódzka)              | 20      | 28     | 19:77  | [ 4 ]              |
| 2007/08 | Klub nie brał udziału w rozgrywkach |         |        |        |                    |
| 2008/09 | Klub nie brał udziału w rozgrywkach |         |        |        |                    |
| 2009/10 | Klasa Okręgowa (Piotrków Tryb.)     | 12      | 36     | 41:44  |                    |
| 2010/11 | Klasa Okręgowa (Piotrków Tryb.)     | 2       | 70     | 78:23  |                    |
| 2011/12 | Klasa Okręgowa (Piotrków Tryb.)     | 1       | 74     | 79:22  | awans              |
| 2012/13 | IV liga (grupa łódzka)              | 3       | 71     | 76:30  | awans              |
| 2013/14 | III liga (grupa łódzko-mazowiecka)  | 19      | 32     | 29:58  | spadek             |
| 2014/15 | IV liga (grupa łódzka)              | 9       | 49     | 66:61  |                    |
| 2015/16 | IV liga (grupa łódzka)              | 11      | 53     | 52:55  |                    |
| 2016/17 | IV liga (grupa łódzka)              | 19      | 26     | 43:85  | spadek             |
| 2017/18 | Klasa Okręgowa (Piotrków Tryb.)     | 1       | 65     | 71:22  | awans              |
| 2018/19 | IV liga (grupa łódzka)              | 1       | 82     | 81:17  | awans              |
| 2019/20 | III liga (grupa I)                  | 11      | 24     | 26-28  |                    |
| 2020/21 | III liga (grupa I)                  | 18      | 42     | 51-50  | spadek             |
| 2021/22 | IV liga (grupa łódzka)              | 2       | 79     | 99-20  |                    |
| 2022/23 | IV liga (grupa łódzka)              | 3       | 77     | 97-36  |                    |
| 2023/24 | IV liga (grupa łódzka)              | 3       | 70     | 72-31  |                    |
| 2024/25 | IV liga (grupa łódzka)              | 2       | 72     | 84-38  |                    |

| Oznaczenie kolorami |
| ------------------- |
| I poziom ligowy     |
| II poziom ligowy    |
| III poziom ligowy   |
| IV poziom ligowy    |
| V poziom ligowy     |
| VI poziom ligowy    |